# Platylestes platystyla
Platylestes platystyla är en trollsländeart som först beskrevs av Jules Pièrre Rambur 1842.  Platylestes platystyla ingår i släktet Platylestes och familjen glansflicksländor. Inga underarter finns listade i Catalogue of Life.